# Андреевка (Октябрьский район)
Андре́евка (бел. Андрэ́еўка) — деревня в Октябрьском районе Гомельской области Белоруссии. В составе Краснослободского сельсовета.

## География

### Расположение
В 21 км на юго-запад от районного центра городского посёлка Октябрьский, в 250 км от Гомеля, в 16 км от железнодорожной станции Рабкор, расположенной на ветке Бобруйск — Рабкор, отходящей от линии Осиповичи — Жлобин.

### Гидрология
Река Оресса (приток реки Птичь).

## Транспортная система
Транспортная связь по просёлочной, а затем по автомобильной дороге Октябрьский — Новосёлки. В деревне 2 жилых дома (2004 год). Планировка состоит из короткой, криволинейной улицы. Застройка деревянными домами усадебного типа.

## Экология и природа
Вокруг деревни располагается лес.

## История
По письменным источникам деревня известна с XVIII века. После 2-го раздела Речи Посполитой в 1793 году в составе Российской империи. В начале XIX века застенок в Рудобельской волости Бобруйского уезда Минской губернии. В 1885 году в деревне действовала церковь.
С 1921 года в деревне работала школа. В 1931 году организован колхоз «Красная звезда», работали 2 кузницы.
Во время Великой Отечественной войны, в апреле 1942 года, каратели сожгли 4 двора и убили 14 жителей. Во время войны 11 жителей деревни погибли на фронтах.
В составе колхоза «Краснослободский» с центром в деревне Красная Слобода.
С 19 мая 2000 года перечислена из Поречского в состав Червоннослободского сельсовета Октябрьского района. Червоннослободский сельсовет в июне 2005 года был переименован в Краснослободский.

## Население

### Численность
2004 год — 2 двора, 4 жителя.

### Динамика
- 1885 год — 15 дворов, 130 жителей.
- 1908 год — 16 дворов, 180 жителей.
- 1916 год — 25 дворов.
- 1925 год — 175 жителей.
- 1940 год — 27 дворов.
- 1959 год — 114 жителей (согласно переписи).
- 2004 год — 2 двора, 4 жителя.

## Достопримечательность
- Братская могила мирных жителей, расстрелянных в 1942 году фашистами (номер воинского захоронения 7575)[4].